# Бериг
Бериг (на латински: Berig) е легендарен крал на готите според предаденото от Йорданес в Гетика.
Според племенната легенда те живеят на един остров с името Скандза в Южна Скандинавия.

## Управление
Бериг повежда готите по Източно море с три кораба, на най-бавния се намиралали гепидите, към Готискандза, брега на готите (басейна на р. Висла). Според Йорданес (Origo gentis) това става през 1490 пр.н.е. Там те побеждават ругите и вандалите и остават в Готискандза за 5 генерации, докато легендарният крал Филимер ги повел югоизточно към Черно море.
Исторически е доказано, че от 238 г. готите живеят на устието на река Дунав.